# Saint-Félix (Charente-Maritime)
Saint-Félix – miejscowość i gmina we Francji, w regionie Nowa Akwitania, w departamencie Charente-Maritime.
Według danych na rok 1990 gminę zamieszkiwały 253 osoby, a gęstość zaludnienia wynosiła 17 osób/km² (wśród 1467 gmin regionu Poitou-Charentes Saint-Félix plasuje się na 754. miejscu pod względem liczby ludności, natomiast pod względem powierzchni na miejscu 589.).